# Macarons des Dominicains
Macarons des Dominicains est une marque de fabrique déposée en 1903 par Charles Charpentier, pâtissier alors installé 2 rue des Dominicains à Nancy, permettant d'identifier des macarons, spécialité de la ville de Nancy. Le Macaron des Dominicains est une des dénominations du macaron de Nancy.

## Origine du nom

### Le carré des Sœurs Grises et des Dominicains
À Nancy, au XVIIIe siècle et jusqu'à la Révolution française, l'îlot urbain longé par la rue des Dominicains était dénommé « carré des Sœurs Grises et des Dominicains » : il abritait en effet le couvent des religieuses de Sainte-Élisabeth et le monastère des moines de Saint-Dominique appelés Jacobins ou Dominicains. Les différents bâtiments conventuels sont vendus à la Révolution et tombent dans le domaine privé.

## Histoire de la marque

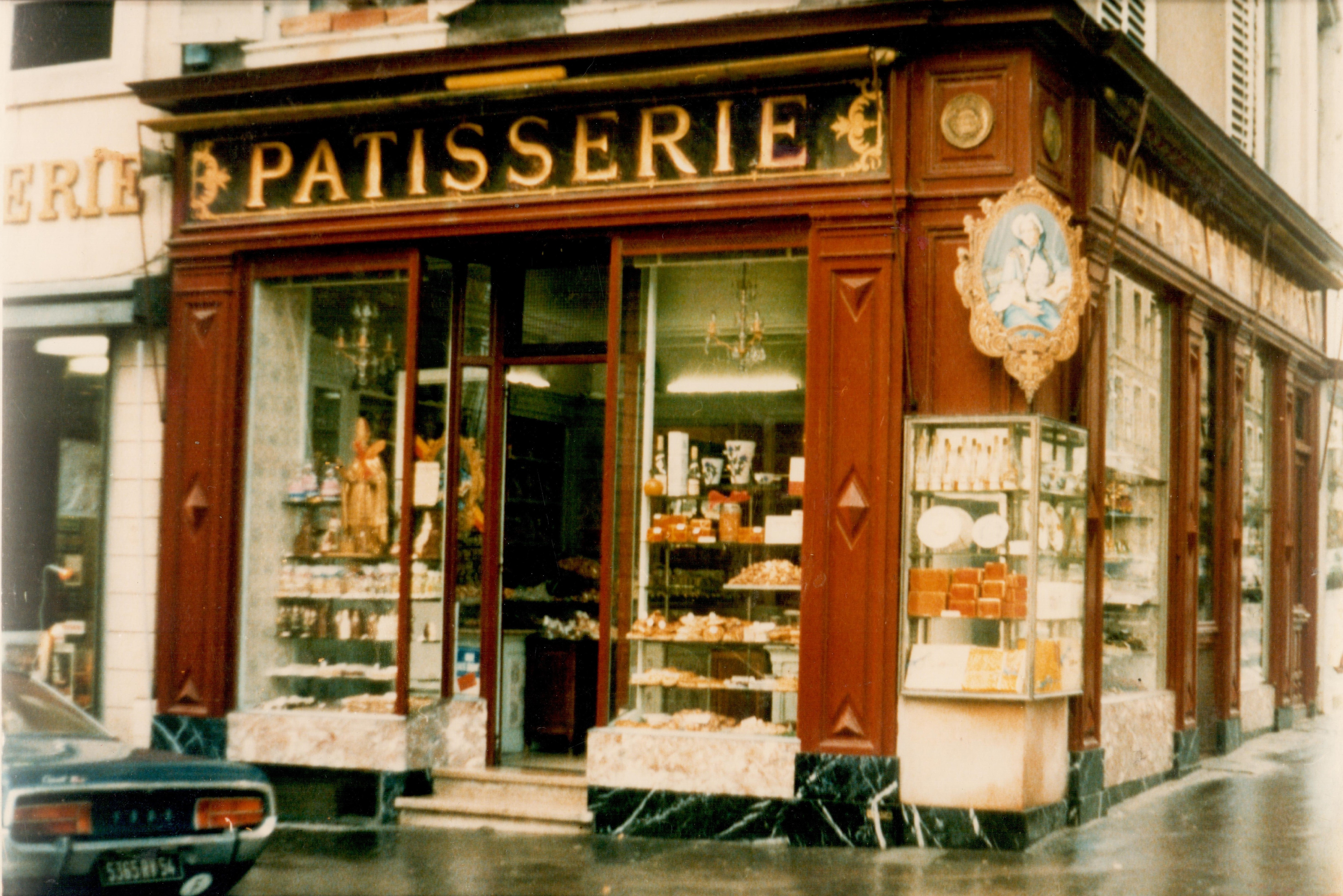
Pâtisserie Lefèvre Georges 2 rue des Dominicains à Nancy en 1980. Ancienne Pâtisserie Schwenninger.

Si la marque est déposée en 1903 par Charles Charpentier, ce dernier n'est pas le premier pâtissier installé 2 rue des Dominicains. Il est possible qu'il reprenne la recette de ses prédécesseurs. La marque passe ensuite entre les mains de différents pâtissiers, au gré des rachats et cessions. Elle est, depuis le début des années 1950, la propriété de la famille Lefèvre.

### 1857: la pâtisserie Schwenninger
Schwenninger s'installe en 1857 à l'angle du pâté de maisons formé par les rues Gambetta et des Dominicains, donnant sur la place Stanislas. Comme de nombreux pâtissiers de Nancy à l'époque, il fabrique des macarons. 

### 1877: le chef pâtissier Semblat
La maison Schwenninger est reprise en 1877 par son chef pâtissier, M. Semblat, qui continue l'activité et maintient la renommée de la maison. Lui comme ses successeurs conservent le nom commercial de Schwenninger, très réputé alors à Nancy.

### 1893: Charles Charpentier
Charles Charpentier succède à Semblat en 1893. Il dépose la marque de fabrique Macarons des Dominicains en 1903, marque destinée à « être appliquée sur des boites contenant des macarons de la fabrication du déposant, appelés Macarons des Dominicains ». Le dessin destiné à servir de marque de fabrique, daté de 1903, est l’œuvre de l'artiste nancéien Henri Bergé. 

### 1910: C. Closset
Le pâtissier C. Closset reprend l'affaire et la marque vers 1910, et continue la fabrication des Macarons des Dominicains.

### 1925: Pol Adam
Au milieu des années 1920, Pol Adam devient propriétaire de la « pâtisserie Schwenninger » , et continue d'utiliser la marque Macarons des Dominicains.

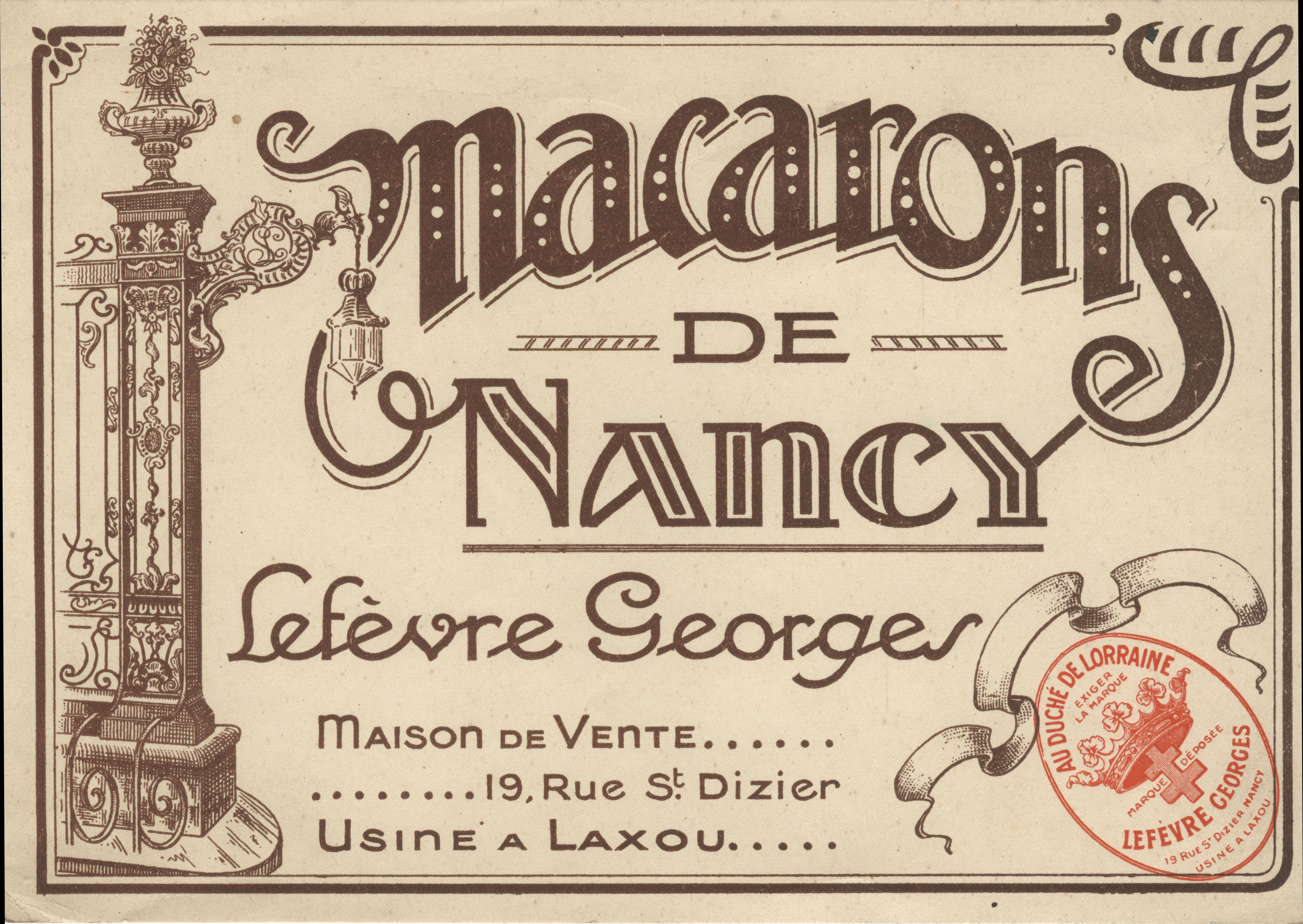
Étiquette de boite de macarons de Nancy de la maison Lefèvre Georges 1925

### 1950: biscuiterie-confiserie Lefèvre-Georges
Au début des années 1950, Georges Lefèvre (1884-1958), fondateur de la maison Lefèvre-Georges en 1925 et petit-fils d'Antoine Lefèvre-Denise, rachète cette pâtisserie réputée, ainsi que la marque de fabrique Macarons des Dominicains. Ces macarons sont toujours vendus rue des Dominicains mais aussi place de la gare où Georges Lefèvre possède son magasin principal, ou encore dans ses magasins de la rue Saint-Dizier ou du faubourg Stanislas (actuelle rue Raymond Poincaré).

### 1989: biscuiterie-confiserie Lefèvre-Lemoine
Au décès de Georgette Lefèvre, veuve et successeur de Georges Lefèvre, sa fille et son gendre reprennent, sous le nom de Lefèvre-Lemoine, l'affaire familiale et les marques déposées dont les Macarons des Dominicains. Pour des raisons économiques, l'immeuble de la rue des Dominicains est vendu. Le magasin du rez-de-chaussée est aujourd'hui occupé par Baccarat. Les Macarons des Dominicains sont, quant à eux, toujours fabriqués par la maison Lefèvre-Lemoine et vendus dans leur magasin de la place de la gare.
En 2021, le célèbre guide gastronomique Gault et Millau a décerné son « coup de cœur » aux macarons de la confiserie Lefèvre-Lemoine, à l'issue d'une dégustation organisé à Strasbourg et dont les membres du jury étaient Marc Haeberlin, chef de l'Auberge de l'Ill à Illhauesern, Nicolas Stamm, chef de la Fourchette des Ducs à Obernai, Jean Kuentz, chef de la Maison Rouge à Colmar, et Marc Esquerré, directeur des guides Gault et Millau

## Récompenses
Les macarons  et les bergamottes de Nancy de la Maison Lefèvre-Denise obtiennent une médaille d'or à Nancy en 1902 et un diplôme d'honneur à Paris en 1905.

### Exposition de Paris de 1903
La « maison Schwenninger » (époque de Charles Charpentier), participe à l'exposition de Paris de 1903 et les Macarons des Dominicains obtiennent une médaille d'or à cette occasion.

### Exposition universelle de Saint-Louis États-Unis de 1904
La maison Schwenninger, toujours par le biais de Charles Charpentier, participe à l'exposition universelle de Saint-Louis aux États-Unis en 1904 et les Macarons des Dominicains sont récompensés à nouveau par une médaille d'or.

### Exposition internationale de l'Est de la France de Nancy de 1909
Charles Charpentier, président du syndicat de la pâtisserie, est membre du jury à l'occasion de l'exposition internationale de l'Est de la France en 1909 à Nancy. À ce titre, ses Macarons des Dominicains sont classés Hors Concours.
On peut lire vers 1900 dans la revue Les Étrennes nancéiennes : « Les macarons exquis sont expédiés dans tous les pays, et il suffit d'en avoir goûté une fois pour ne plus en vouloir d'autres. Rien que cette spécialité suffirait à établir la réputation d'une maison mais nous devons encore mentionner les chocolats et les bonbons surfins que les gourmands vont croquer en nombreuse compagnie, les glaces délicieuses et toutes le friandises si connues du Tout Nancy gourmet ».